# Соломон ха-Бабли
Соломон бен-Иуда ха-Бабли (ивр. שלמה בן יהודה הבבלי‎) — еврейский литургический поэт X века.
Прозвище «ха-Бабли» («вавилонский») вызывает предположение, что он был родом из Вавилонии. С. И. Л. Рапопорт считает, что под др.-евр. בבל‬ в раввинской письменности эпохи раннего Средневековья подразумевается также и Рим, почему возможно, что Соломон был родом из Италии.
Соломон — вместе с рабби Симоном Великим из Майнца (Simeon the Great of Mayence) и Калонимосом, отцом рабби Мешуллама, — образуют первое поколение талмудической науки в Германии до рабби Гершома Меор ха-Гола.

## Сочинения
Соломон — автор многочисленных пиютим, среди них — абода (молитва), начинающаяся словами אדרת תלנשת‬; иоцер к первому дню Пасхи, начинающийся словами אור ישע‬, и ряд «офаним» (часть утренней литургии) и «зулатов» (гимнов), читаемых в разные субботы.
Многие литургические поэмы Соломона смешиваются с литургическими произведениями Соломона ибн-Гебироля, несмотря на различие стиля.